# Lachesilla tropica
Lachesilla tropica är en insektsart som beskrevs av Garcia Aldrete 1982. Lachesilla tropica ingår i släktet Lachesilla och familjen kviststövsländor. Inga underarter finns listade i Catalogue of Life.